# Baltasar Dias
Baltasar Dias, oppure Baltazar Dias (Madera, XVI secolo – Madera, XVII secolo), è stato un drammaturgo, scrittore e poeta portoghese.

## Biografia
Su Dias si hanno informazioni biografiche non proprio sicurissime, riguardanti gli anni in cui fu attivo e il luogo di nascita.
Originario probabilmente di Medera, sembra che sia stato cieco sin dalla nascita.
La sua opera teatrale è accostabile a quella definita 'scuola vicentina', cioè quel gruppo di autori di tipo popolare affermatisi seguendo gli insegnamenti di Gil Vicente.
L'opera teatrale di Dias è molto vasta, d'altronde l'autore viveva grazie al suo lavoro di drammaturgo.
Nella sua carriera Dias scrisse numerosi autos sacramentales, tra cui si possono menzionare: Auto d'el-rei Salomão (1612); Auto breve da Paixão de Cristo (1613); Auto de Santo Aleixo, filho de Eufemiano, senador de Roma (1613); Auto de Santa Catarina Virgem e Martir (1616); Auto da malicia das mulheres (1640).

## Opere
- Auto d'el-rei Salomão (1612);
- Auto breve da Paixão de Cristo (1613);
- Auto de Santo Aleixo, filho de Eufemiano, senador de Roma (1613);
- Auto de Santa Catarina Virgem e Martir (1616);
- Auto da malicia das mulheres (1640);
- A Tragédia do Marquês de Mântua;
- Conselhos Para Bem Casar.